# NGC 2320
NGC 2320 је елиптична галаксија у сазвежђу Рис која се налази на NGC листи објеката дубоког неба.
Деклинација објекта је + 50° 34' 51" а ректасцензија 7h 5m 41,9s. Привидна величина (магнитуда) објекта NGC 2320 износи 12,1 а фотографска магнитуда 13,1. Налази се на удаљености од 87,073 милиона парсека од Сунца. NGC 2320 је још познат и под ознакама UGC 3659, MCG 8-13-51, CGCG 234-47, PGC 20136.